# San Francisco (Quezon)
San Francisco is een gemeente in de Filipijnse provincie Quezon op het eiland Luzon. Bij de laatste census in 2010 telde de gemeente bijna 58 duizend inwoners.

## Geografie

### Bestuurlijke indeling
San Francisco is onderverdeeld in de volgende 16 barangays:
| - Butanguiad - Casay - Cawayan I - Cawayan II - Don Juan Vercelos - Huyon-Uyon - Ibabang Tayuman - Ilayang Tayuman | - Inabuan - Mabuñga - Nasalaan - Pagsangahan - Poblacion - Pugon - Santo Niño - Silongin |

## Demografie
San Francisco had bij de census van 2010 een inwoneraantal van 57.979 mensen. Dit waren 4.693 mensen (8,8%) meer dan bij de vorige census van 2007. Ten opzichte van de census van 2000 was het aantal inwoners gegroeid met 9.669 mensen (20,0%). De gemiddelde jaarlijkse groei in die periode kwam daarmee uit op 1,84%, hetgeen lager was dan het landelijk jaarlijks gemiddelde over deze periode (1,90%).

De bevolkingsdichtheid van San Francisco was ten tijde van de laatste census, met 57.979 inwoners op 303,96 km², 190,7 mensen per km².